# Colias dimera
Colias dimera é uma borboleta da família Pieridae. Ela é encontrada nos Andes Tropicais da eco-zona neotropical (Venezuela, Colômbia, Peru e Equador). A espécie foi descoberta pela primeira vez na Colômbia. Ela é a mais abundante borboleta no interior do Equador.